# Фіона Робінсон
Фіона Робінсон (англ. Fiona Robinson, 7 лютого 1969) — австралійська баскетболістка.
Бронзова призерка Олімпійських Ігор 1996 року, учасниця 2000 року.